# Calandrinia acaulis
Calandrinia acaulis är en källörtsväxtart som beskrevs av Carl Sigismund Kunth. Calandrinia acaulis ingår i släktet sidenblommor, och familjen källörtsväxter. Utöver nominatformen finns också underarten C. a. magna.